# Hoge Hof

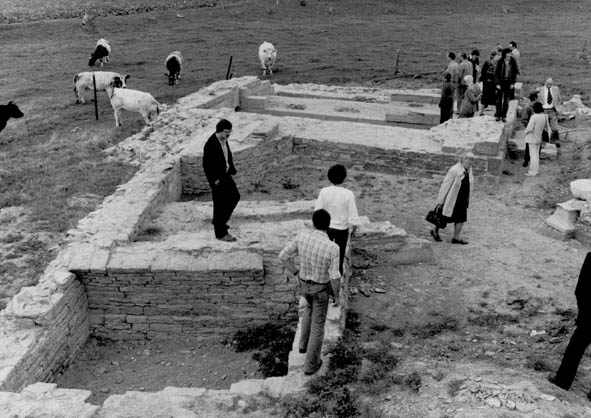
Opgravingen

Het Hoge Hof is het voormalige bisschoppelijk kasteel van de tot de West-Vlaamse gemeente Spiere-Helkijn behorende plaats Helkijn, gelegen aan de Kasteeldreef.

## Geschiedenis
Het betrof het kasteel van de bisschoppen van Doornik, dat ergens tussen 1156 en 1200 moet zijn gebouwd. Het was een belangrijke burcht op ovale plattegrond. De bisschop was gewoonlijk Fransgezind en het graafschap Vlaanderen had heel wat met deze burcht te stellen. Ook hieven de bisschoppen tol op de scheepvaart over de Schelde. Zo speelde de burcht een belangrijke rol in de oorlogen tussen Frankrijk en Vlaanderen, waarbij de relatie tussen Vlaanderen en Engeland in het geding was. In 1325 bijvoorbeeld, werd het tolhuis aan de Schelde door opstandelingen vanuit Brugge verwoest. Tijdens de Honderdjarige Oorlog (1337-1354) koos Jacob van Artevelde de Engelse zijde en de Gentse troepen bezetten de burcht tot 1347. Ook tijdens de Gentse Opstand (1379-1385) bezetten de Gentenaren de burcht, maar in 1382 gaven ze zich over en staken de burcht in brand.
Ook in 1421 werd de burcht door opstandige Gentenaren bezet. 200 van hen werden door de Fransen gedood en de vluchtelingen, die zich in de kerk van Spiere hadden verschanst, kwamen om toen de kerk in brand werd gestoken.
Tijdens de Bourgondische Successieoorlog (1477-1492) was de burcht opnieuw van strategisch belang, toen de Fransen vanuit Doornik het zuiden van Vlaanderen binnenvielen. Toen in 1521 het Doornikse werd ingelijfd door de troepen van Karel V, was de militaire betekenis van de burcht sterk verminderd. Het bouwwerk werd verwaarloosd en in 1618 woedde er een brand waardoor het kasteel werd verwoest en vervolgens gesloopt. In 1628 werd het bisschoppelijk kasteel opnieuw opgebouwd, omdat de spanningen tussen de Spaanse Nederlanden en Frankrijk toenamen. Het gebouw was voor die tijd zeer luxueus ingericht. Er kwamen tuinen en welingerichte salons. De nog overeind gebleven delen van de middeleeuwse burcht werden in dit paleis opgenomen, waaronder de donjon die als verblijf voor de bisschop werd ingericht.
Einde 17e eeuw was er weer oorlog tussen Spanje en Frankrijk.
In 1744 werd het kasteel opnieuw bezet, nu door de troepen van Lodewijk XV. Uiteindelijk werd het bisschoppelijk kasteel onteigend en in 1794 openbaar verkocht. Daarna werd het geleidelijk gesloopt. Tot 1900 was de omgrachte structuur nog zichtbaar, daarna enkel de ovale vorm.

## Heden
De kasteelsite kan door de doodlopende Kasteeldreef worden benaderd. Deze is in gebruik als weiland, maar hoogteverschillen tot 2 meter tonen de voormalige omvang van het kasteel aan. Van 1978-1983 werd ongeveer een kwart van de oppervlakte onderzocht. Het ovale grondplan meet ongeveer 100 bij 160 meter en werd omringd door een soms 30 meter brede gracht en een 10 meter hoge ringmuur. De zich hierbinnen bevindende donjon was 27 meter hoog en had een omvang van 20 bij 20 meter. Deze centrale delen werden echter niet archeologisch onderzocht. Wel werden muurgedeelten en de 17e-eeuwse paardenstallen bestudeerd.